# Molton

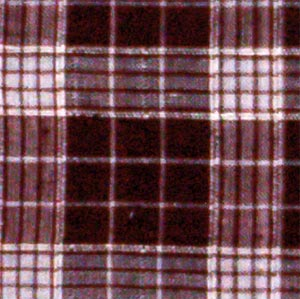
Molton

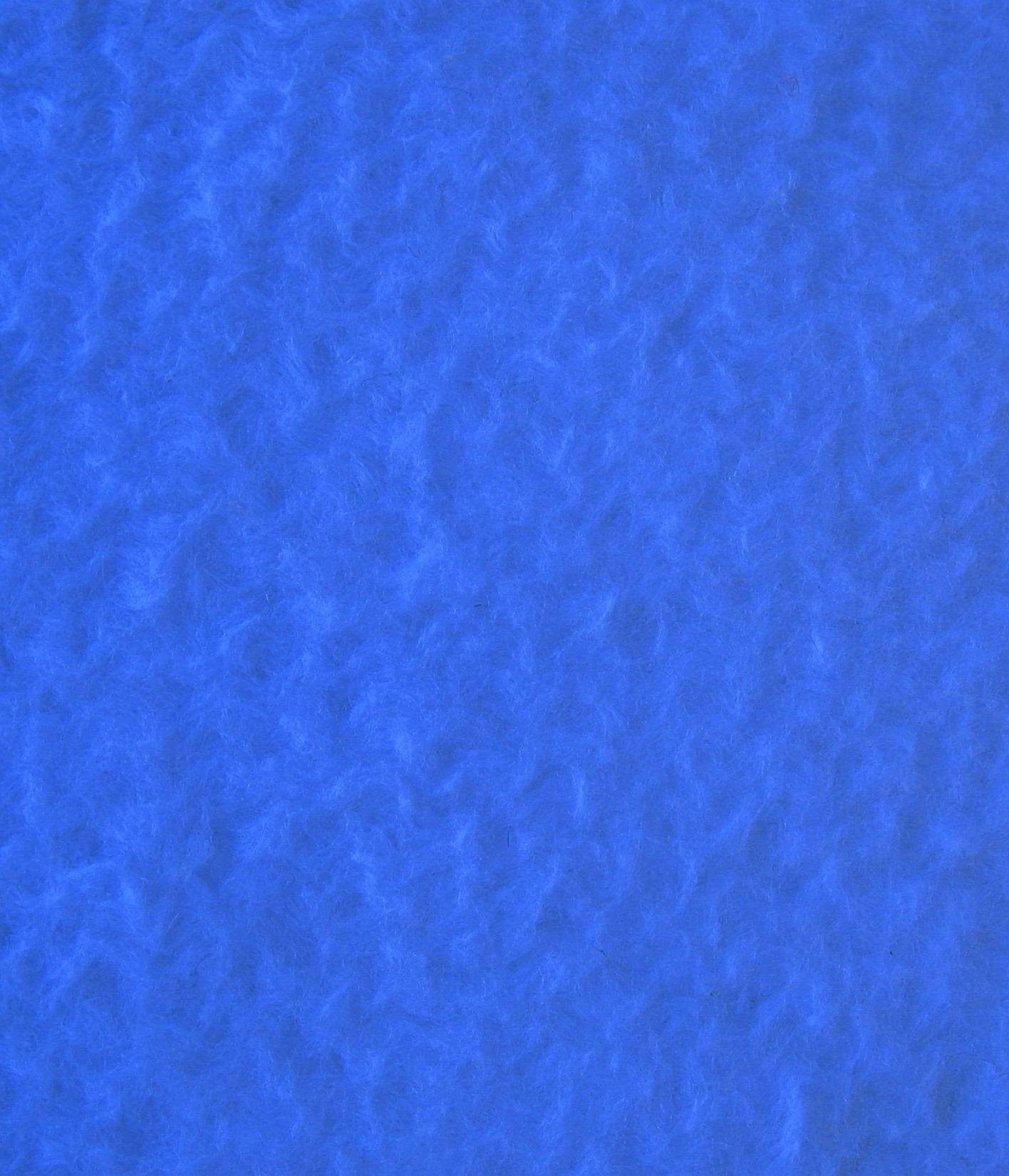
Molton

Der Molton (französisch Molleton, deutsch Moll) ist ein meistens aus 100 Prozent Baumwolle bestehendes Gewebe. Er kann schwer entflammbar ausgerüstet sein. Durch die beidseitige Rauung absorbiert Molton Schall sowie Licht. Der Effekt hängt wesentlich vom Quadratmetergewicht des Moltons ab. Die leichten Qualitäten (bis ca. 190 g/m²) werden leinwandbindig gewebt, die schwereren (ab ca. 250 g/m²) Moltons wie Bühnenmolton sind regelmäßig in Köperbindung hergestellt. Molton wird oft auf Bühnen, in Theatern, (Heim-)Kinos und Diskotheken verwendet.
Der Begriff Molton leitet sich vom Französischen ab und bedeutet „weich“, was nur eine der zahlreichen Eigenschaften des Stoffes widerspiegelt.

## Veranstaltungstechnik
Speziell in der Veranstaltungstechnik und im Theater wird auch Molton aus Polyester (Trevira CS) verwendet. Diese Kunstfaser ist aufgrund ihrer chemischen Eigenschaften dauerhaft schwerentflammbar (DIN 4102 B1, EN 13773-c1) und kann gewaschen und gereinigt werden, ohne dass das Material diese Eigenschaft verliert. Herkömmlicher Baumwollmolton wird dagegen bei Verschmutzung entsorgt oder muss nach dem Waschen aufwendig (teuer) neu imprägniert werden, um wieder den Anforderungen der DIN 4102 B1 / EN 13773-c1 zu entsprechen. Bühnenmolton wird oft in der Veranstaltungstechnik verwendet, da er Licht und Schall absorbiert und sich deshalb als Hintergrund und als Bühnenverkleidung eignet. Die Grammatur und Zusammensetzung ermöglicht eine gute Kontrolle über den notwendigen Absorptionsgrad. In Film- und Fernsehproduktionen wird Molton in speziellen Farbtönen als Hintergrundstoff für die Bluescreen-Technik (auch Greenscreen-Technik) zur farbbasierten Bildfreistellung genutzt, um Personen oder Gegenstände nachträglich vor einen Hintergrund einzufügen. Neben Bühnenmolton, der gute Eigenschaften der Licht- und Schallabsorption bietet, wird auch oft so genannter Dekomolton genutzt. Dieser besitzt eine geringere Dichte und eignet sich daher zum Beispiel für Bühnengestaltungen und Messebau, aber dank seinen nicht reflektierenden Eigenschaften auch als Fotohintergrund.

## Tischauflage
Vor allem in der Gastronomie wird der Molton als Tischunterlage genutzt. Er wird aus folgenden Gründen verwendet:
- Die Tischdecke verrutscht nicht so leicht.
- Die Tischecken und -kanten werden geschont.
- Geschirr, Bestecke und Gläser lassen sich dadurch geräuscharm ablegen bzw. abstellen.
- Der Tisch wird vor Hitze und Flüssigkeit geschützt.
- Die Tischwäsche bekommt ein volleres Aussehen.
- Die Bruchgefahr wird verringert.

## Andere Anwendungsbereiche
Aus Molton werden auch Polierringe für Hochglanzeffekte hergestellt.
Des Weiteren findet Molton häufig wegen seiner Absorptionsfähigkeit für Flüssigkeiten auch Verwendung für Stoffwindeln und Überzüge von Feuchtwalzen im Offsetdruck. In der Buchbinderei dient Molton zur Verstärkung der Klebung der einzelnen Bögen eines Buches, der sog. Hinterklebung.
Als Bettzubehör wird Molton aus gebleichter oder naturbelassener, gerauter Baumwolle, häufig sanforisiert, in Gewichten von 300 bis 470 g/m² eingesetzt. In Deutschland sind flammhemmende Zusätze für Bettwaren nicht zulässig. Mit Eckgummis versehen, schützen kochbare Molton-Spannauflagen die Matratze vor Flecken und Eindringen von z. B. Hautpartikeln. Auch ist Molton vorbeugend als Milbenschutz geeignet, da Milben bevorzugt vom Keratin der Hautschuppen leben.
In der Kranken- und Altenpflege wird häufig beidseitig gerauter Molton mit einer wasserdichten Polyurethan- oder Polyethylen-Einlage verwendet. Die Liegeeigenschaften sind dadurch allerdings eingeschränkt, ebenso die Luftdurchlässigkeit bzw. Atmungsaktivität.
Weitere Anwendungsgebiete: Arbeitsbekleidung und Sportwaren werden mitunter innen moltoniert, um den Tragekomfort zu erhöhen bzw. als Alternative zu Wattierung und Fütterung.

## Herstellung
Die Herstellung von Molton verlangt große Fachkenntnis und eine hochwertige Verarbeitung. Je höher die Gewebeeinstellungen für die Produktion vorgenommen werden, desto feiner ist das Garn und desto höher ist die Dichte des Endprodukts. Abgesehen von verschiedenen Webarten durchläuft der Stoff diverse Veredelungsprozesse wie zum Beispiel das mehrmalige, beidseitige Rauen, Foulardieren und auch Doublieren.